# Hydroporus submuticus
Hydroporus submuticus är en skalbaggsart som beskrevs av Thomson 1874. Hydroporus submuticus ingår i släktet Hydroporus och familjen dykare. Enligt den finländska rödlistan är arten sårbar i Finland. Arten är reproducerande i Sverige. Artens livsmiljö är älvar och åar. Inga underarter finns listade i Catalogue of Life.